# Václav Vrbata
Václav Vrbata (11. října 1885 Mříčná – 24. března 1913 Vrbatovo návrší) byl český lyžař a přítel Bohumila Hanče. Znal se s ním ze Sokola a také z vojenské služby – sloužili spolu v Sarajevu v císařské armádě a stali se blízkými přáteli. Oba tragicky zahynuli během závodu v běhu na lyžích na hřebenech Krkonoš, když se náhle extrémně zhoršilo počasí.

## Osudný závod
Dne 24. března 1913 se konal 8. ročník padesátikilometrového mezinárodního mistrovského závodu v běhu na lyžích. Hanč v této sezóně dosáhl několika vítězství a přítele Vrbatu na závod pozval, aby viděl jeho vítězství na královské trati. Závod odstartoval v 7:10 od Labské boudy směrem k Martinovce. Teplota dosahovala mimořádně vysokých 8 °C, a proto všech šest závodníků vyjelo na trať jen v košilích, bez čepic a rukavic. Kolem osmé hodiny se počasí zkazilo a začalo pršet, o hodinu později se výrazně ochladilo a déšť se změnil ve sněžení. Po desáté hodině přišla vichřice a padal hustý mokrý sníh. Kvůli počasí postupně vzdali všichni závodníci kromě Hanče, který netušil, že jede sám.
Na Zlatém návrší zcela zmoženého Hanče potkal v mlze Václav Vrbata, který mu obětavě navlékl svůj kabát a čepici, aby ho zachránil před umrznutím. Hanč pokračoval k Labské boudě a Vrbata začal sjíždět k Mísečkám, ale po chvíli se kvůli obavám o Hanče vrátil na hřeben a snažil se ho najít a pomoci mu. Po nějaké době objevil Hančovy ve sněhu zapíchnuté lyže, ale samotného Hanče hledal marně. Toho totiž mezitím našel Emerich Rath, další z účastníků závodu. Naprosto vysíleného Hanče odtáhl asi půl kilometru směrem k Labské boudě, ale na další cestu už neměl sílu. Posadil ho proto k tyči a vyrazil pro pomoc. Hanče pak společnými silami dopravili do Labské boudy, ale následné oživovací pokusy už byly marné a podchlazený a vyčerpaný Hanč zemřel na selhání srdce.
Zhruba ve stejnou dobu byl na návrší mezi Harrachovými kameny a Zlatým návrším nalezen zmrzlý Vrbata. Toto návrší se dnes na jeho počest nazývá Vrbatovo návrší a nedaleká turistická chata se jmenuje Vrbatova.

## Odkaz
Příběh Hanče a Vrbaty se stal impulzem ke vzniku záchranných služeb a 12. května 1935 i jednotné organizace Horské služby v Krkonoších. A na památku Vrbatova obětavého činu je dnes 24. březen slaven jako Den Horské služby.
Tragickou událost připomínají také dva pomníky:
- Mohyla Hanče a Vrbaty (50°45′8″ s. š., 15°32′52″ v. d.) na Vrbatově návrší na červené turistické značce mezi Vrbatovou boudou a Harrachovými kameny. V těchto místech byl nalezen umrzlý Vrbata.
- Hančův pomník (50°45′30″ s. š., 15°32′40″ v. d.) na červené turistické značce mezi Vrbatovou a Labskou boudou. V těchto místech nalezl Emerich Rath polomrtvého Hanče.

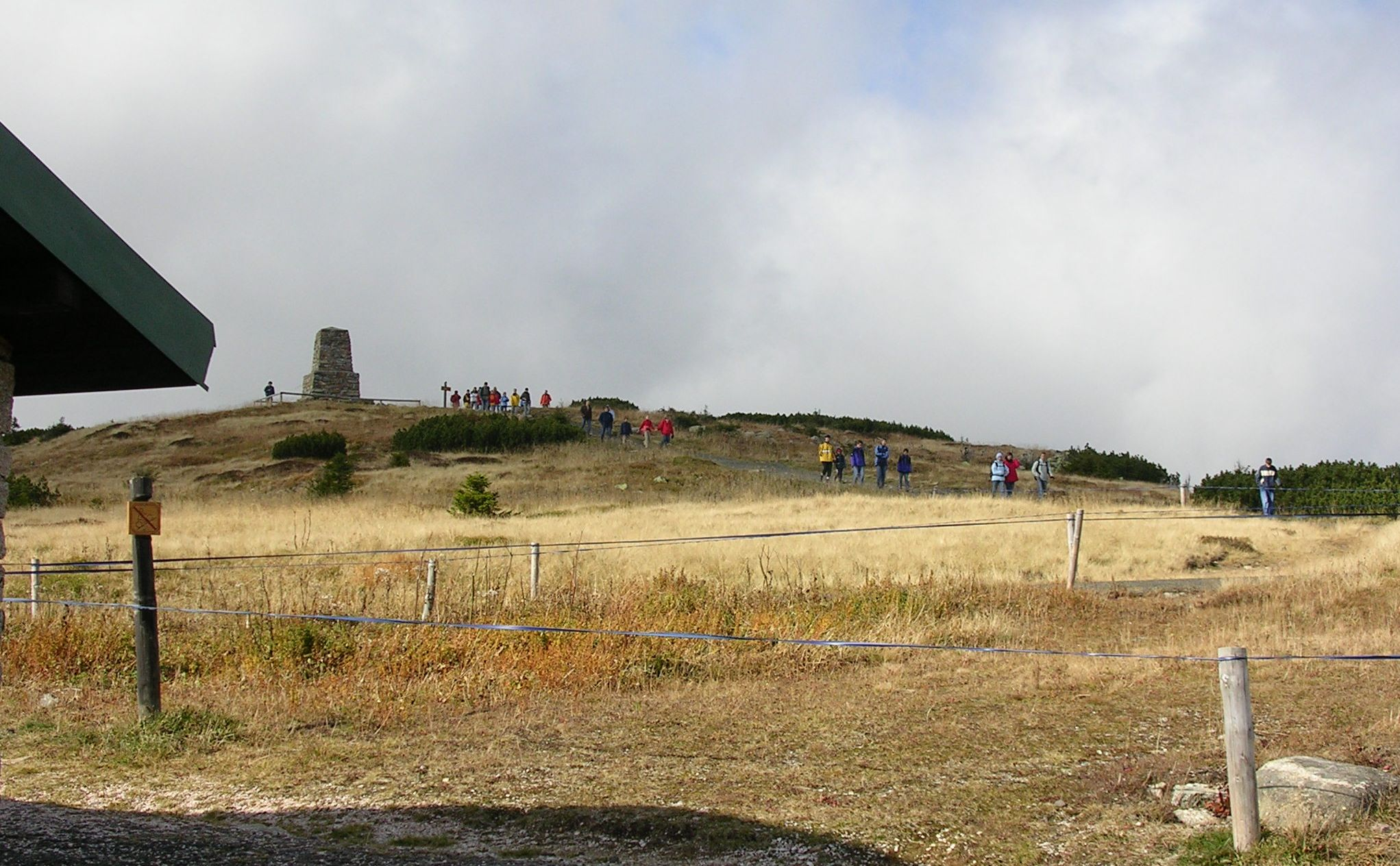
Mohyla Hanče a Vrbaty při pohledu od Vrbatovy boudy
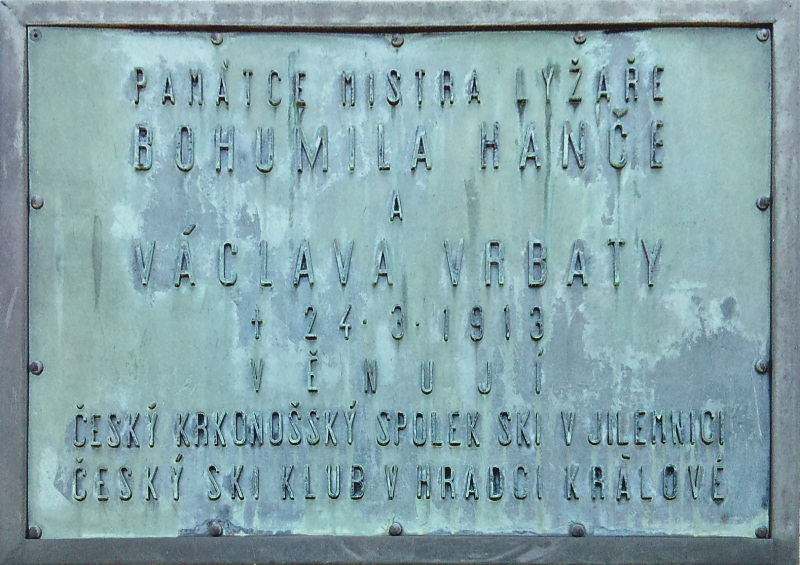
Tabulka na mohyle Hanče a Vrbaty
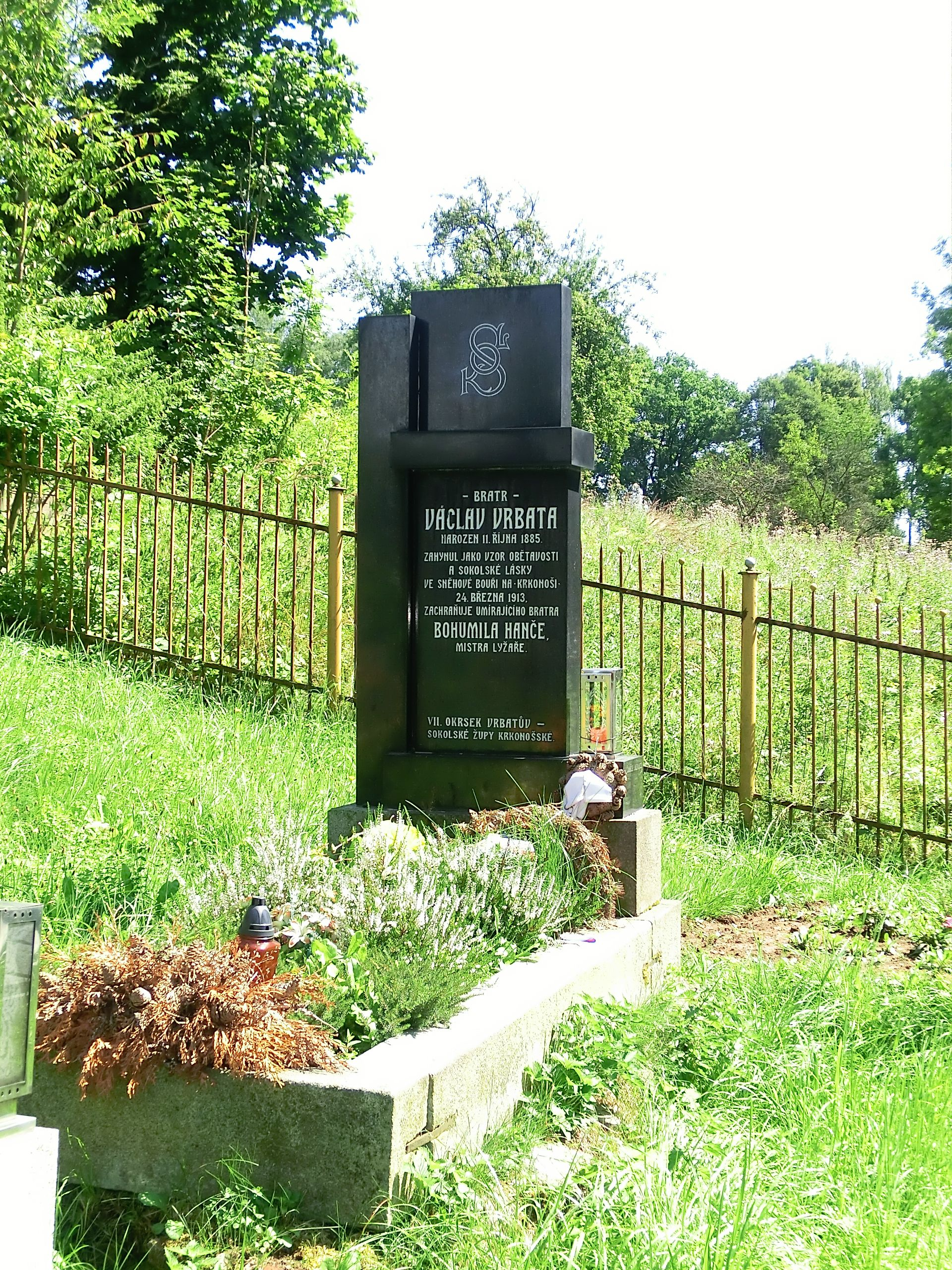
Hrob Václava Vrbaty na evangelickém hřbitově ve Mříčné

### Odrazy v kultuře
- kniha Františka Kožíka Synové hor (1954), životopisná povídka
- československý film Synové hor (1956) režiséra Čeňka Duby, adaptace Kožíkovy povídky
- kniha Miroslava Rampy Na hřebenech vichřice (1963), vyprávění
- kniha Miroslava Rampy Drama na Zlatém návrší (1992/1995), vyprávění, nová verze knihy Na hřebenech vichřice
- divadelní inscenace Slzy ošlehaných mužů divadla Vosto5 – příběh Hanče a Vrbaty vyprávěný Emerichem Rathem, zpracovaný jako stylizovaný loutkoherecký hold podkrkonošským ochotníkům
- český film Poslední závod (2022) režiséra Tomáše Hodana